# 제6회 골든 래즈베리상
제6회 골든 래즈베리상은 1985년 영화를 대상으로 1986년 3월에 열린 시상식이다. Morgan-Wixon Theatre에서 개최되었다.

## 수상 및 후보

### 최악의 작품상
- 람보 2 수상
- 도박꾼(영어판)
- 혁명
- 록키 4
- 이어 오브 드래곤

### 최악의 남우주연상
- 람보 2 - 실베스타 스탤론 수상
- 황야의 건달 - 디바인
- 다윗 대왕 - 리차드 기어
- 혁명 - 알 파치노
- 퍼펙트 - 존 트라볼타

### 최악의 여우주연상
- 사베지 스트리트 - 린다 블레어 수상
- 이어 오브 드래곤 - 아리안
- 프랑켄슈타인의 신부 - 제니퍼 빌즈
- 레드 소냐 - 브리짓 닐슨
- 007 제14탄 - 뷰 투 어 킬 - 타냐 로버츠

### 최악의 남우조연상
- 세인트 엘모의 열정 - 로브 로우 수상
- 고질라 17 - 고질라 1985 - 레이몬드 버
- 킹 솔로몬 - 허버트 롬
- 소방관 터크 182 - 로버트 유리히
- 록키 4 - 버트 영

### 최악의 여우조연상
- 록키 4 - 브리짓 닐슨 수상
- 레드 소냐 - 샌달 버그먼
- 퍼펙트 - 마릴루 헨너
- 람보 2 - 강성현
- 록키 4 - 탈리아 샤이어

### 최악의 감독상
- 록키 4 - 실베스타 스탤론 수상
- 도박꾼(영어판) - 리처드 브룩스
- 이어 오브 드래곤 - 마이클 치미노
- 람보 2 - 조지 P. 코스마토스
- 혁명 - 휴 허드슨

### 최악의 각본상
- 람보 2 수상
- 도박꾼(영어판)
- 퍼펙트
- 록키 4
- 이어 오브 드래곤

### 최악의 신인상
- 레드 소냐 - 브리짓 닐슨 수상
- 이어 오브 드래곤 - 아리안
- 고질라 17 - 고질라 1985 - 고질라
- 록키 4 - 강성현
- 짐카타 - Kurt Thomas

### 최악의 주제가상
- 람보 2 - Peace in Our Life 수상
- 뚱보 삼총사 - All You Can Eat
- 라스트 드래곤 - The Last Dragon
- 슬러거의 아내 - Oh, Jimmy!
- 라스트 드래곤 - 7th Heaven

### 최악의 음악상
- 록키 4 - 빈스 디콜라 수상
- 도박꾼(영어판) - Thomas Dolby
- 킹 솔로몬 - 제리 골드스미스
- 혁명 - 존 코릴리아노
- 소방관 터크 182 - 폴 자자

## 같이 보기
- 제58회 아카데미상
- 제39회 영국 아카데미 영화상
- 제43회 골든 글로브상